# Bugatti EB 112
La EB 112 è un prototipo di berlina prodotto nel 1993 dalla casa automobilistica Bugatti Automobili in collaborazione con Italdesign Giugiaro.

## Storia e profilo
Dopo il lancio della EB 110, Gran Turismo biposto dalle elevate prestazioni, la Casa di Campogalliano (da poco rinata sulle ceneri della gloriosa Bugatti di Molsheim) decise di espandere la gamma concependo una ammiraglia che secondo le proprie intenzioni sarebbe dovuta essere la berlina 4 porte stradale più veloce del mondo, in grado di rispolverare in maniera ancor più marcata i fasti della Bugatti che fu.
Per il disegno della carrozzeria ci si affidò all'esperienza ed al talento di Giorgetto Giugiaro, patron della Italdesign Giugiaro di Moncalieri. L'idea era quella di proporre una limousine dalle linee che riportassero in auge gli antichi stilemi firmati da Jean Bugatti, figlio del fondatore Ettore. Ne scaturì una vettura dalla carrozzeria a due volumi, assolutamente inusuale per una limousine o comunque una berlina di lusso. A prima vista venivano richiamate le linee di modelli come la Type 57 Atlantic, con padiglione arrotondato e perfettamente raccordato con la coda, ma anche i cerchi in lega da 17 pollici dal disegno molto simile a quelli dell'esclusiva Royale. Presenti inoltre altri elementi come il lunotto sdoppiato e la nervatura longituidinale che solca tetto e coda. Caratterizzata da una carrozzeria in alluminio e telaio in fibra di carbonio, la EB 112 era dotata di un abitacolo estremamente lussuoso, come si conviene ad una vera ammiraglia di prestigio. Per quanto riguardava il comparto meccanico, la vettura era equipaggiata con un motore V12 a 5 valvole per cilindro da 5994 cm³, di tipo aspirato ed in grado di sviluppare fino a 455 CV a 6000 giri/min, nonché 590 Nm a 3000 giri/min, prestazioni in grado di spingere i 18 quintali dell'imponente corpo vettura a 300 km/h orari di punta massima, con accelerazione da 0 a 100 km/h in 4"4. La trazione era del tipo integrale permanente ed il cambio era manuale a 6 marce.
La EB 112 fu presentata per la prima volta al Salone di Ginevra del 1993, dove non mancò di suscitare scalpore. Fu annunciato che la sua produzione sarebbe stata avviata a partire dal 1995, ad un ritmo di circa 300 esemplari l'anno. Ma proprio in quell'anno, la Bugatti SpA cadde in bancarotta, fatto che decretò la fine di ogni sogno e progetto di Romano Artioli, l'artefice dell'effimera rinascita della Casa. Al momento in cui chiuse i battenti, era appena cominciata la produzione di pre-serie e quattro esemplari erano ancora incompleti. Gildo Pallanca Pastor, proprietario del piccolo costruttore francese Venturi, acquistò questi esemplari allo scopo di farne due completi, esemplari che vennero ultimati nel 2001. Questi, uniti al prototipo di Ginevra, sono gli unici rappresentanti della EB 112.